# إليزابيث ماريا مولتينو
إليزابيث ماريا مولتينو (24 سبتمبر 1852- 25 أغسطس 1927)، من أوائل الناشطات البريطانيات في جنوب إفريقيا في مجال الحقوق المدنية وحقوق المرأة.
نشأتها
ولدت إليزابيث لعائلة من بلدة كيب، إيطالية الأصل ذات نفوذ. كانت الابنة الكبرى والمحبوبة لجون مولتينو، أول رئيس وزراء من كيب، وقد تسلّم العديد من أشقائها الثمانية عشر، مناصب مهمة في الأعمال والحكومات. أمضت سنواتها الأولى في المحيط المحمي لأملاك عائلة كليرمونت في كيب تاون حيث تلقت تعليمها. سافر والدها جون كثيرًا لأسباب دبلوماسية أو تجارية، وغالبًا ما كان يسمح لأطفاله الأكبر سنًا بمرافقته في مثل تلك الرحلات. لذا فقد سافرت إليزابيث كثيرًا خلال طفولتها، خاصة إلى لندن وإيطاليا، ونشأت تشارك والدها اهتمامه بالسياسة والشؤون التجارية.
طورت إليزابيث وجهات نظر وعادات غير تقليدية بالنسبة لفتاة تعيش في العصر الفيكتوري، وذلك بسبب ما امتلكته من ذكاءٍ شديد وشخصية قوية وذاكرة غير اعتيادية. تخلت «بيتي»، كما كانت تفضل أن تُدعى، عن الملابس الفاخرة والامتيازات المادية التي كان بوسعها أن تتمتع بها في فترة شبابها، واعتنقت أسلوب حياة بسيط وارتدت ملابس عادية وأصبحت نباتية، أظهرت كذلك اهتمامًا بالعلوم والسياسة أكثر من اهتمامها بالزواج والأطفال. ادعت إليزابيث حسب معتقداتها الشخصية أنها روحانية لكنها لا دينية، واكتسبت إيمانًا راسخًا بمبادئ المساواة بين الجنسين والمساواة العرقية. اختارت إليزابيث بعد امتحانات القبول في الجامعة، ألا تتزوج وأن تكمل دراستها في كلية نيونهام في كامبريدج.

## إليزابيث المعلمة
اختارت إليزابيث واحدة من المهن القليلة التي أتيحت للنساء في القرن التاسع عشر، وهي مهنة التعليم، فأصبحت مدرّسة، واستلمت بعد ذلك منصب مديرة المدرسة الجامعية للبنات في مدينة بورت إليزابيث. أحدثت إليزابيث ثورة في نظام التعليم الفيكتوري الذي اعتمد بشكل كبير على التلقين واقتصر فيه التدريس على المواد التي تعد مناسبة للنساء. طبّقت إليزابيث أساليب في التدريس، تعد متقدمة وليبرالية بالنسبة لتلك الحقبة الزمنية، بما في ذلك، ما كان على الأرجح أول نظام تثقيف جنسي للفتيات في البلاد. امتلكت إليزابيث إيمانًا قويًا راسخًا بأهمية تعليم الفتيات، لدرجة أنها رفضت أن تتقاضى أجرًا لقاء عملها الإداري والتعليمي.

## نشاطها السياسي
عندما بدأت حرب البوير الثانية وقفت إليزابيث ضدها، ولهذا السبب أُجبرت على الاستقالة من وظيفتها. فقد صُنّف النشطاء المناهضون للحرب من قبل خصومهم على أنهم «مؤيدون للبوير»، وتعرضوا لضغوط اجتماعية كبيرة. كان مجتمع البيض في مدينة بورت إليزابيث مؤيدًا بشدة لبريطانيا، وعندما رفضت الآنسة مولتينو وقف احتجاجاتها، أُجبرت على الاستقالة، على الرغم من حملة داعمة قام بها تلاميذها السابقون وزملاؤها.
عادت إليزابيث إلى كيب تاون في عام 1899 وأصبحت عضوًا مؤسسًا في لجنة التوفيق في جنوب إفريقيا. شاركت بعدها في سلسلة من الاجتماعات الجماهيرية التي حضرها الآلاف احتجاجًا على الحرب والانقسامات العرقية التي نتجت عنها. نشأت علاقة وطيدة بين الآنسة مولتينو وكل من إيميلي هوبهاوس وأوليف شراينر، وعملت معهما في قضايا إنسانية مناهضة للحرب، أثناء وبعد حرب البوير. قامت معهما أيضًا وبكل شغف، بحملة من أجل نساء وأطفال البوير المحتجزين في معسكرات الاعتقال البريطانية ومن أجل حرق مزارع البوير. تعرّفت إليزابيث أيضًا خلال تواجدها في مدينة بورت إليزابيث، على أليس جرين (عمة الكاتب غراهام غرين). عملت غرين نائبة لإليزابيث عندما شغلت منصب مديرة المدرسة الجامعية، وانخرطت كذلك في النشاط المناهض للحرب. كان لدى المرأتين آراء متشابهة للغاية وحافظتا بعد ذلك على صداقة دامت طويلًا.